# 维西街200号
维西街200号（200 Vesey Street），又被称为“世界金融中心三号”、“美国运通大厦”，是纽约市曼哈顿的一栋摩天大楼，位于韦斯特街的这栋高楼高739英尺（225米），是世界金融中心建筑群4栋建筑中最高的一栋。其设计与世界金融中心二号类似，但是大楼顶部为金字塔形，而二号大楼上部为圆拱形。在九一一恐怖袭击中，世界金融中心三号被世界贸易中心坍塌时落下的碎片击中，严重受损。该建筑东南角受损最严重，不得不关闭维修，直到2002年5月才重新开放。目前该大楼为美国运通的总部所在地。
2014年更名为维西街200号。